# Kania złotawa
Kania złotawa (Haliastur sphenurus) – gatunek dużego ptaka z rodziny jastrzębiowatych (Accipitridae). Występuje w Australii, na Nowej Gwinei i Nowej Kaledonii. Nie jest zagrożony wyginięciem.

## Taksonomia
Po raz pierwszy gatunek opisał Louis Jean Pierre Vieillot w 1818. Holotyp pochodził z Nowej Południowej Walii. Autor nadał nowemu gatunkowi nazwę Milvus sphenurus. Obecnie (2019) Międzynarodowy Komitet Ornitologiczny umieszcza kanię złotawą w rodzaju Haliastur jako jeden z dwóch gatunków. Uznaje ją za gatunek monotypowy, podobnie jak autorzy Handbook of the Birds of the World. Brak wyodrębnionych podgatunków jest nietypowy, jako że kania złotawa ma szeroki zasięg występowania i występują izolowane geograficznie populacje.

## Morfologia
Długość ciała wynosi 51–59 cm, masa ciała – 380–1100 g, rozpiętość skrzydeł – 120–146 cm. Stosunkowo duża kania. Upierzenie wygląda na rozczochrane. Dorosłe osobniki mają ubarwienie brązowe, rdzawe i piaskowe, z wierzchu ciemniejsze, od spodu kreskowane. Głowa jaśniejsza od reszty ciała, lotki ciemniejsze. Ogon szary, dość długi, zaokrąglony. W locie dobrze widoczne „palce”, ponadto na spodzie skrzydeł widać jasny wzór o kształcie litery M. Woskówka szara. Nogi od kremowych po żółtawe lub jasnoniebieskie. Tęczówka u dorosłych ciemnobrązowa, u młodych – ciemniejsza, niemalże czarniawa. Osobniki młodociane mają upierzenie ciemniejsze, bardziej rdzawe i intensywniej paskowane, z wierzchu gęsto pokryte jasnymi plamkami.

## Zasięg występowania
Zasięg występowania rozciąga się między równoleżnikami 1°S i 43°S, obejmuje Australię, Nową Kaledonię oraz Nową Gwineę (z wyjątkiem gór w północno-zachodniej i centralnej części kraju). Na Tasmanii rzadki, nielęgowy, pojawia się we wschodniej części.

## Ekologia i zachowanie
Środowiskiem życia kani złotawych są rzadko zadrzewione i otwarte tereny, przeważnie w pobliżu mokradeł, również nadmorskich. Odnotowywane były od poziomu morza do 1400 m n.p.m., ale najczęściej występują poniżej 800 m n.p.m. W północnej i zachodniej Australii w większości osiadłe. Występują lokalne wędrówki związane ze zmianami w opadach deszczu, lecz niekiedy nie można wskazać jasnego powodu wędrówek. Osobniki młodociane po opierzeniu wędrują na odległość do 2 tys. km. W 2001 najdłuższa znana trasa przebyta przez tego ptaka, ustalona na podstawie danych obrączkowania, liczyła 2430 km.
Przez większość czasu powolnie szybują. Odzywają się gwiżdżącym głosem (anglojęzyczna nazwa tych ptaków to Whistling Kite – dosłownie „gwiżdżąca kania”). Często widywane są pojedynczo lub w parach, regularnie obserwuje się je także w grupach liczących do kilkudziesięciu osobników. Takowe tworzą się podczas nomadycznych wędrówek lub przy obfitych źródłach pożywienia. Pożywieniem kani złotawych są niewielkie zwierzęta (szczególnie króliki) oraz padlina, zwłaszcza w okresie zimowym oraz na Nowej Gwinei. Na jej obszarze chętnie zjadają padlinę unoszącą się na wodzie, zarówno rybią, jak i inną. Łapią niewielkie ptaki, przeważnie chore, ranne lub nieopierzone, czasami też młody drób. Mogą odbierać pokarm innym ptakom szponiastym lub zmuszać ptaki wodne do jego zwrócenia.

### Lęgi
Kanie złotawe gniazdują samotnie. Prawdopodobnie są monogamiczne. Para może zajmować dany teren kilka lat. Okres lęgowy zmienny, prawdopodobnie rozród może odbywać się o dowolnej porze roku w odpowiedzi na dostatek pożywienia. W Australii przeważnie trwa od lipca do grudnia. Gniazdo ma formę luźnej platformy z gałęzi, początkowo małej, po kilkukrotnym rozbudowywaniu osiąga 1,5 m średnicy i 1 m wysokości. Wyściółkę stanowią zielone liście i odpadki. Gniazdo umieszczone jest 2–62 m nad ziemią na wysokim drzewie, w Australii często na eukaliptusie, niekiedy na pylonach mostów. Zniesienie liczy od 1 do 4 jaj, najczęściej 2 lub 3. Inkubacja trwa 25–40 dni, wysiaduje głównie samica. Młode są w pełni opierzone po 44–54 dniach, stają się niezależne od rodziców po 6–8 tygodniach. Możliwe są dwa lub trzy lęgi w roku.

## Status i zagrożenia
IUCN uznaje kanię złotawą za gatunek najmniejszej troski (LC, Least Concern) nieprzerwanie od 1988 (stan w 2019). W 2001 stan populacji oceniono jako stabilny. Wówczas na południu Australii stwierdzano lokalne spadki liczebności wskutek osuszania mokradeł i zmniejszania się bazy pokarmowej, jednak ogół populacji nie był zagrożony. Wycinka do pewnego stopnia sprzyja kaniom złotawym, jako że zamieszkują otwarte tereny; wymagają jednak wysokich drzew do gniazdowania.